# Попово (Воскресенський район)
Попово (рос. Попово) — присілок в Воскресенському районі Нижньогородської області Російської Федерації.
Населення становить 109 осіб. Входить до складу муніципального утворення Глуховська сільрада.

## Історія
Від 2009 року входить до складу муніципального утворення Глуховська сільрада.

## Населення
| 1999 | 2002 | 2010 |
| ---- | ---- | ---- |
| 157  | ↘124 | ↘109 |